# 로렌조 뮤직

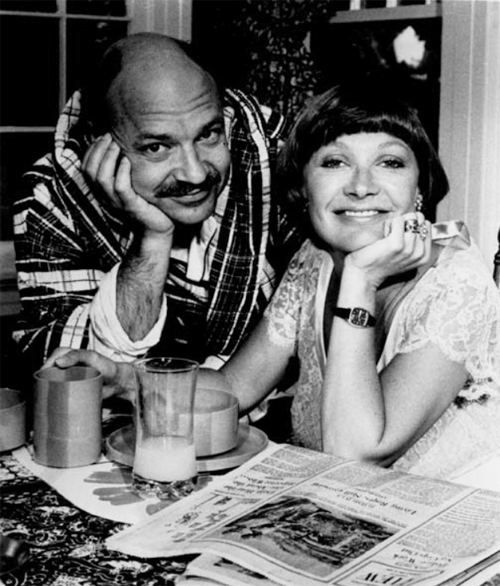

로렌조 뮤직(Lorenzo Music, 1937년 5월 2일 ~ 2001년 8월 4일)은 미국의 배우, 성우, 작가, 텔레비전 프로듀서, 음악가, 각본가, 텔레비전 배우이다.
브루클린에서 태어났으며 로스앤젤레스에서 사망하였다. 사인은 폐암이다.

## 영화
- 가필드 크리스마스 스페셜 (1987년)
- 휴먼 독 (1980년)
- 서푼짜리 극장 (1976년)